# 調布消防署
調布消防署(ちょうふしょうぼうしょ）は、東京都調布市にある東京消防庁第八消防方面本部に所属する消防署。

## 概要
調布市全域を管轄する消防署である。

### 沿革
- 1948年3月7日 - 消防組織法の施行にともない調布町が「調布消防本部」を設置し、同時に調布消防署が開署する。
- 1955年4月1日 - 調布町が市制施行し調布市になったことで調布市が設置した消防本部となる。
- 1959年3月20日 - 調布消防署本署に救急車が配備されたことにより救急業務を開始する。
- 1960年3月31日 - 翌日の消防事務委託に伴い調布消防本部を廃止。
- 1960年4月1日 - 東京消防庁に消防事務を委託し、東京消防庁調布消防署となる
- 1963年12月1日 - 調布消防署本署の新庁舎が完成した。
- 1975年7月1日 - 水難救助隊が創設される。

### 所在地
- 東京都調布市下石原一丁目16番地1

## 出張所
- つつじヶ丘出張所

調布市西つつじケ丘三丁目8番地3
- 国領出張所

調布市国領町七丁目50番地1号
- 深大寺出張所

調布市深大寺東町五丁目25番地11

## 主な出来事
- 調布市小型機墜落事故（2015年7月26日） - 調布飛行場を離陸した小型機が富士見町に墜落、住宅が炎上した。

## その他
- 管内の深大寺東町には総務省消防庁の消防大学校がある。